# Right Here (Departed)
Right Here (Departed) è un singolo della cantante statunitense Brandy, pubblicato nel 2008 ed estratto dall'album Human.
Il brano è stato scritto da Rodney Jerkins (Darkchild) e da alcuni membri del collettivo The Writing Camp, ovvero Evan "Kidd" Bogart, Victoria Horn, Erika Nuri e David "DQ" Quiñones.

## Video
Il videoclip della canzone è stato diretto da Little X e girato a Los Angeles.
Esso è vagamente ispirato al film di fantascienza del 2007 Io sono leggenda e vede la partecipazione di Ray J e di Cory Hardrict.

## Tracce
- Promo CD Remixes (USA)

1. Right Here (Departed) (Seamus Haji & Paul Emanuel club mix) – 8:53
2. Right Here (Departed) (Moto Blanco club mix) – 6:52
3. Right Here (Departed) (Mad decent mad right mix) – 4:36
4. Right Here (Departed) (Seamus Haji & Paul Emanuel radio edit) – 4:08
5. Right Here (Departed) (Moto Blanco radio edit) – 3:35
6. Right Here (Departed) (Seamus Haji & Paul Emanuel dub mix) – 7:09
7. Right Here (Departed) (Moto Blanco dub mix) – 7:01

- Promo CD (USA)

1. Right Here (Departed) (main version) – 3:39
2. Right Here (Departed) (piano intro version) – 3:41
3. Right Here (Departed) (instrumental) – 3:40